# Polytechnische Schule Mittersill
Die Polytechnische Schule Mittersill ist eine Polytechnische Schule in Mittersill im Land Salzburg.

## Pädagogische Arbeit, Ausstattung und Angebote
Die Polytechnische Schule Mittersill hat vier Klassen der neunten Schulstufe mit 98 Schülern. (Stand: 2014/15)
Im Jahr 2010 war die Schule für den Österreichischen Schulpreis nominiert.